# Альбрехт V (герцог Баварії)
Альбрехт V Щедрий (нім. Albrecht V der Grossmüthige; 29 лютого 1528  —24 жовтня 1579) — герцог Баварії у 1550—1579 роках.

## Життєпис

### Молоді роки
Походив з династії Віттельсбахів. Син Вільгельма IV, герцога Баварії, та Марії Якоби Баден-Шпонгейм. Народився 1528 року у Мюнхені. Здобув теологічну освіту в Інгольштадтському університеті у викладачів-католиків. Тут проникнувся ідеями Контрреформації.
У 1546 році Альбрехт одружився із Анною, донькою імператора Фердинанда I. Метою союзу було закінчення політичної конкуренції між Австрією і Баварією.

### Герцогування
Після смерті батька в 1550 році Альбрехт став герцогом Баварії. У 1551 році своїм рішенням вигнав євреїв з герцогства. З самого початку був під впливом своїх радників, серед яких на початковому етапі його правління були два католика, Георг Стокхаммер і Вігулеус Хундт. Останній відіграв важливу роль у підписанні Пассауського договору в 1552 році між католицькими та протестантськими князями і Аугсбурзького релігійного миру в 1555 році.
Розуміючи необхідність церковної реформи, герцог Баварії прийняв допомогу єзуїтів і 7 липня 1556 року 8 єзуїтів і 12 схоластиків прибули до Інгольштадту. Саме в університеті Інгольштадту єзуїти вперше зайняли провідні викладацькі посади. 1557 році створив релігійну раду для зміцнення конфесійної єдності Баварії. В Інгольштадті єзуїти 1559 року відкрили гімназію, а в 1578 році ще й безкоштовну семінарію. При ньому коледжі єзуїтів з'явилися також в Аугсбурзі і Мюнхені в 1559 році, особливий вплив здобув єзуїт Петро Канізій.
Релігійна політика Альбрехта V після появи ордена єзуїтів в Баварії набула досить різкого контрреформаційнного забарвлення. Починаючи з 1563 герцог став нещадно переслідувати анабаптистів і послідовно знищувати протестантські книги і памфлети. Тисячі протестантів було вигнано за межі Баварії.
З 1577 року Альбрехт V робив зусилля для того, щоб зробити свого сина Ернста архієпископом-курфюрстом Кельна. Це здійснилося лише після смерті герцога, але наступні два століття цей пост займали представники фамілії. З 1560 року Альбрехт V керував також графством Глац в як наступник свого стрийка Ернеста Зальцбурзького, але у 1567 році продав його імператору Максиміліану II.
Альбрехт V помер у 1579 році у Мюнхені. Похований в Фрауенкірхе. Наступником став його другий син Вільгельм.

## Меценат
Альбрехт V був любителем мистецтв та колекціонером і зробив Мюнхен одним з культурних центрів Європи. Книги його особистої Гофбібліотеки, яку засновано у 1558 році (почалося з 800 томів), послужили основою для Баварської державної бібліотеки в Мюнхені. Протягом 1560—1571 років постійно її розширював.
Він мав величезну колекцію грецького і римського антикваріату, картин і монет, яку започатку у 1566 року, придбавши скульптури у Ганс Якоба Фуггера. Для зберігання своєї колекції герцог 1568 року створив Антикваріум в Мюнхенській резиденції, що став найбільшим залом творів мистецтва Ренесансу на північ від Альп. Для нього купив великі колекції в Римі та Венеції. Вони складалися з 120 бронзових статуй, 2480 медалей і монет, 91 мармурових голів, 43 мармурових статуй, 33 рельєфів.
Він запросив до двору Орландо ді Лассо і протегував багатьом іншим творчим особистостям, що спричинило за собою виникнення чималих боргів.

## Родина
Дружина — Анна, донька Фердинанда I Габсбурга, імператора Священної Римської імперії та Анни Ягелонки
Діти:
- Карл (1547)
- Вільгельм (1548—1626), герцог Баварії у 1579—1626 роках
- Фердинанд (1550—1608)
- Марія Анна (1551—1608), дружина Карла II Габсбурга, ерцгерцога Внутрішньої Австрії
- Максиміліана Марія (1552—1614)
- Фрідріх (1553—1554)
- Ернст (1554—1614), архієпископ-курфюрст Кельнський